# Henefer
Henefer is een plaats (town) in de Amerikaanse staat Utah, en valt bestuurlijk gezien onder Summit County.

## Demografie
Bij de volkstelling in 2000 werd het aantal inwoners vastgesteld op 684.
In 2006 is het aantal inwoners door het United States Census Bureau geschat op 722, een stijging van 38 (5,6%).

## Geografie
Volgens het United States Census Bureau beslaat de plaats een oppervlakte van
2,2 km², geheel bestaande uit land. Henefer ligt op ongeveer 1626 m boven zeeniveau.

## Plaatsen in de nabije omgeving
De onderstaande figuur toont nabijgelegen plaatsen in een straal van 36 km rond Henefer.